# Jacques-Marie de Froment
Jacques-Marie de Froment est un homme politique français né le 5 janvier 1740 au Fayl-Billot (Haute-Marne) et mort le 28 juin 1817 à Langres (Haute-Marne).

## Biographie
Lieutenant-colonel dans le régiment de Rohan, il est député de la noblesse aux états généraux de 1789 pour le bailliage de Langres. Il s'intéresse aux sujets militaires.

## Sources
- Ressource relative à la vie publique :   - Base Sycomore
- Notices d'autorité :   - VIAF
  - ISNI
  - BnF (données)
  - IdRef
  - Portugal
- « Jacques-Marie de Froment », dans Adolphe Robert et Gaston Cougny, Dictionnaire des parlementaires français, Edgar Bourloton, 1889-1891 [détail de l’édition]